# Дудергофка
Дудерго́фка — река на юго-западе Санкт-Петербурга, течёт по территории Красносельского района через Дудергоф, Красное Село, Горелово, Старо-Паново, Лигово и впадает в Дудергофский канал. Небольшой участок реки находится на территории Ломоносовского района Ленинградской области.

## История
С древних времён известно карельское название реки — Лига, от «ligo» (вымачивание льна и конопли в речной воде). Новгородцы называли реку по горе, с которой она стекала, Дударовка — от саамского слова, родственного северносаам. duoddâr — 'широкая гора без леса' (ср. тундра). Во время шведского правления название Дударовского погоста было переделано на шведский лад — швед. Duderskyrk, а река по соседней деревне Дудергоф (швед. Dudershof) стала называться Дудергофка. На реке была построена Красносельская бумажная фабрика.
До строительства Лиговского канала в 1720-х гг. река имела правый приток — реку Alajoki (ныне Чёрная), соединявшуюся с ней у д. Ново-Паново. С 1716 до 1941 года на реке существовал большой Лиговский пруд (озеро) севернее Старо-Панова.
Естественное русло реки севернее Лиговской террасы проходило по заболоченному берегу Южной Лахты Невской губы. В XIX веке был прорыт прямой канал (Дудергофский) от Петергофского шоссе до Финского залива, заканчивающийся недалеко от устья реки Красненькой, в который с 1970-х годов Дудергофка и впадает, протекая на последнем своём отрезке вдоль Петергофского шоссе.

## Географические сведения
- Вытекает из искусственного Дудергофского озера (пруда водохранилища).
- Длина 21 км, ширина 2—10 м, глубина до 0,8 м.
- Верховье реки подпружено тремя плотинами, в результате возникли Дудергофское озеро (его воды используются для водоснабжения Красного Села и Виллози), Долгое озеро и озеро Безымянное, вытянутое по долине почти на 1 км, при ширине до 0,4 км. В нижнем течении существует второй пруд — для водоснабжения Старо-Панова.
- В районе Горелова воды Дудергофки перетекают в Лиговский канал. Ниже русло реки до впадения Нагорного канала питается только дождевыми и талыми водами и часто бывает сухим.
- Берега не благоустроены, значительная их часть занята садоводствами.

## Данные водного реестра
По данным государственного водного реестра России относится к Балтийскому бассейновому округу. Относится к речному бассейну реки Нарва (российская часть бассейна).
Код объекта в государственном водном реестре — 01030000712102000025338.